# Karl Rembert

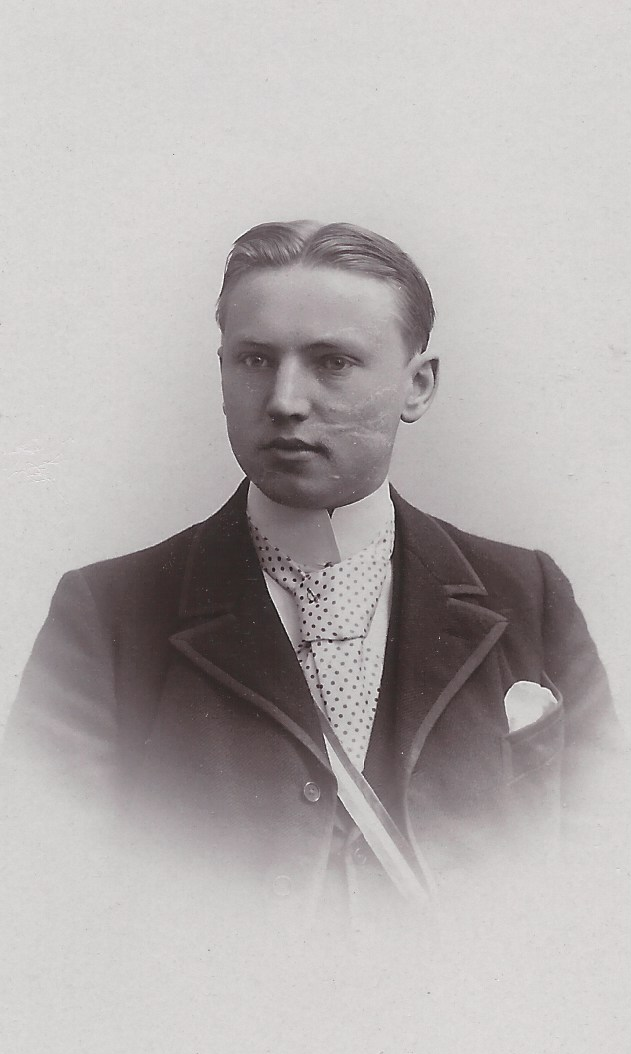
Karl Rembert als Hallenser Teutone

Karl Rembert (* 18. Januar 1868 in Baukau, Westfalen; † 14. September 1966 in Uerdingen) war ein deutscher Gymnasiallehrer, Heimatkundler und Museumsleiter.

## Leben
Rembert war Sohn eines Lohgerbers. Nach der Volks- und Rektoratschule in Herne besuchte er Gymnasien in Dortmund und Bochum. Im Dreikaiserjahr begann er an der Friedrichs-Universität Halle Deutsch und Geschichte zu studieren. 1889 wurde er im Corps Teutonia Halle recipiert. Als Inaktiver wechselte er an die Friedrich-Wilhelms-Universität zu Berlin, die Ludwig-Maximilians-Universität München und die Königliche Akademie zu Münster i. W. 1893 wurde er in Münster zum Dr. phil. promoviert. Das Seminarjahr verbrachte er in Münster am Gymnasium Paulinum, das Probejahr bis Ostern 1897 am Gymnasium Hammonense. Nachdem er als wissenschaftlicher Hilfslehrer am Ratsgymnasium Bielefeld beschäftigt gewesen war, kam er als Oberlehrer an das Krefelder Gymnasium am Moltkeplatz. Dort wurde er zum Gymnasialprofessor und Oberstudienrat ernannt. In Krefeld wurde er 1918 Mitgründer und langjähriger Vorsitzender des Vereins für Heimatkunde. Ab 1921 gab er die Zeitschrift für niederrheinische Heimatpflege „Die Heimat“ heraus, die es bis 1952 auf 90 Ausgaben brachte. 1928 war er Gründungsmitglied des Vereins Linker Niederrhein. 1929 wurde er zum hauptamtlichen Museumsleiter des neuen Krefelder Heimatmuseums ernannt. 1938 wurde es in Museumszentrum Burg Linn umbenannt.

## Werke
- Die Wiedertäufer im Herzogtum Jülich. Studien zur Geschichte der Reformation, besonders am Niederrhein. Berlin 1899 Digital auf archive.org
- mit Ernst Biesalski: Geschichte des Korps Teutonia zu Halle a. S. Eine Festschrift zum 60jährigen Stiftungsfest 1913.
- mit Fritz Brandt: Der Separatistenspuk in Krefeld 1923. Krefeld 1933.
- Der Kölnische oder Truchsessische Krieg am Niederrhein 1583–1585, in: Die Heimat. Krefelder Jahrbuch 16 (1937), S. 2–23.
- Zur Geschichte des Hauses und der Gemeinde Traar, in: Die Heimat. Zeitschrift Für Niederrheinische Heimatpflege. Jg. 17, Heft 4, Krefeld 1938.
- Bombenangriff auf Krefeld in der Nacht vom 21. auf den 22. Juni 1943. Aus meinem Tagebuch der Schreckensjahre 1943–1945, in: Die Heimat. Krefelder Jahrbuch, Jg. 24, 1953, S. 164–166
- Aus der Bombenzeit vor 10 Jahren, in: Die Heimat, Krefelder Jahrbuch, Jg. 25, 1954, S. 234–253.
- Ein altes Andachtsbild aus dem Kloster Meer, in: Die Heimat, Krefeld 31 (1960), S. 112–113.

## Herausgeber
- Realgymnasium zu Crefeld – Festschrift zur Erinnerung an hundert Jahre Schularbeit, Köln 1919.
- Festschrift zur Ausstellung „Burg und Stadt am Niederrhein, 1000 Jahre deutsches Handwerk“ im Heimathaus des Niederrheins, Krefeld, Nordwall, Juni–September 1938, Krefeld (Städt. Verkehrsamt) 1938.

## Nachlass
- Stadtarchiv Krefeld: Bestand 40/11 – Professor Dr. Karl Rembert
- Ein großer Teil von Remberts Bibliothek mit über 7000 Bänden befindet sich in der Klassiker-Sammlung in der Stadtbibliothek Kempen.